# George McCartney
George McCartney (1981. április 29., Belfast, Észak-Írország) északír labdarúgó, aki jelenleg a West Ham Unitedben játszik szélsőhátvédként.

## Pályafutása

### Sunderland
McCartney 1998-ban került ki a Sunderland ifiakadémiájáról. A felnőttek között 2000-ben mutatkozhatott be egy Luton Town elleni Ligakupa-meccsen. A 2003/04-es idényben a kapitányi karszalagot is megkapta, miután Jason McAteer súlyos sérülést szenvedett. Egy idénnyel később a csapat feljutott a Premier League-be és a szurkolók őt választották az Év Sunderland-játékosának, nagy szó, hogy sikerült megelőznie a közönségkedvenc Julio Arcát. Nagyszerű teljesítményei miatt a "Mr. Következetes" becenevet kapta Mick McCarthy menedzsertől. Sérülés miatt McCartney a 2005/06-os szezon nagy részét kihagyta, de visszatérése után sem volt jobb a Sunderland helyzete. A McCartney-Arca páros nem váltotta be a hozzá fűzött reményeket, ami hozzájárult a szörnyű bajnoki szerepléshez. Minden sorozatot egybevéve 157-szer játszott a Fekete Macskák színeiben.

### West Ham United
2006. augusztus 8-án McCartney a West Ham Unitedhez igazolt. A londoni csapat 600 000 font mellett Clive Clarke-ot is odaadta cserébe a Sunderlandnek. 2006. október 24-én debütált, amikor csapata 2-1-re kikapott a Chesterfieldtől a Ligakupában. Kezdetben szinte mindig csereként számítottak rá a West Hamnél, de sikerült beverekednie magát a kezdőbe, miután Alan Curbishley átvette az irányítást az Upton Parkban. Remek felfutásai sokat segítettek a fővárosiaknak a kiesés elkerülésében. A 2006/07-es szezonban 25-ször öltötte magára a Kalapácsosok mezét. McCartney első gólját egy AS Roma elleni barátságos mérkőzésen szerezte a csapatban. Első bajnoki találatát 2007. november 4-én szerezte, a Bolton Wanderers ellen egy remek kapáslövésből. A találkozó 1-1-re végződött, így McCartney gólja pontot ért csapatának. A 2007/08-as szezon végén a szurkolók őt választották az idény második legjobbjának. Mind a 38 bajnokin segítette a WHU-t.
A Sunderland és a West Ham United szurkolói is Ringo becenéven emlegetik, amit The Beatlesből ismert Ringo Starr ihletett. A becenév onnan ered, hogy a George és a McCartney név is kiegészíthető az egykori világhírű együttes valamelyik tagjának nevére (George Harrison, Paul McCartney).

## Visszatérés Sunderlandba
2008. szeptember 1-én igazolt Sunderland-hoz, ahol öt évre szóló szerződést írt alá.

## Válogatott
McCartney-t ötször hívták be az északír U21-es válogatottba, 25 alkalommal pedig a nagyválogatottat is képviselte. Először 2001 szeptemberében, egy Izland elleni vb-selejtezőn számítottak rá a nemzeti tizenegyben. Ekkor szerezte profi karrierje első gólját. 2005-ben összeveszett a válogatott akkori szövetségi kapitányával, Lawrie Sanchezzel és sokáig nem hívták be. Miután Nigel Worthington vette át az északírek irányítását, McCartney jelezte, hogy szívesen visszatérne. Ezt 2007. augusztus 22-én tehette meg, Liechtenstein ellen.